# Varces-Allières-et-Risset
Pour les articles ayant des titres homophones, voir Vars.
Varces-Allières-et-Risset est une commune française située dans le département de l'Isère en région Auvergne-Rhône-Alpes.
Autrefois rattaché à l'ancienne province royale du Dauphiné, le village puis la commune de Varces est longtemps resté une très modeste agglomération de la vallée de la Gresse, un affluent du Drac, avant de bénéficier du rattachement de nombreux villages situés aux alentours (Allières, Risset), puis d'accueillir sur son territoire, au début des années 1970, un établissement pénitentiaire dénommé Maison d'arrêt de Grenoble-Varces.

## Géographie

### Localisation

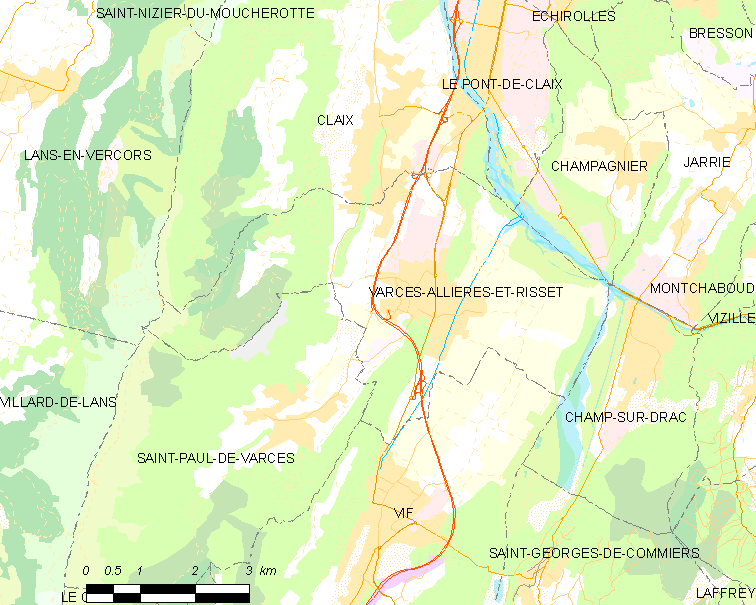
Plan de Varces et des communes limitrophes.

Varces-Allières-et-Risset se situe dans le Sud-Est de la France, dans la partie méridionale de l'agglomération grenobloise, à laquelle elle est rattachée. La commune se situe à l'extrémité nord de la vallée de la Gresse. Elle s’étend des bords du Drac et de la plaine de Reymure jusqu'aux crêtes orientales du massif du Vercors, entre les communes de Vif, Saint-Paul-de-Varces, Claix et Pont-de-Claix.

### Communes limitrophes
|                      | Claix, Le Pont-de-Claix   | Champagnier, Jarrie |
| Lans-en-Vercors      | Varces-Allières-et-Risset | Champ-sur-Drac      |
| Saint-Paul-de-Varces | Vif                       |                     |

### Géologie et relief

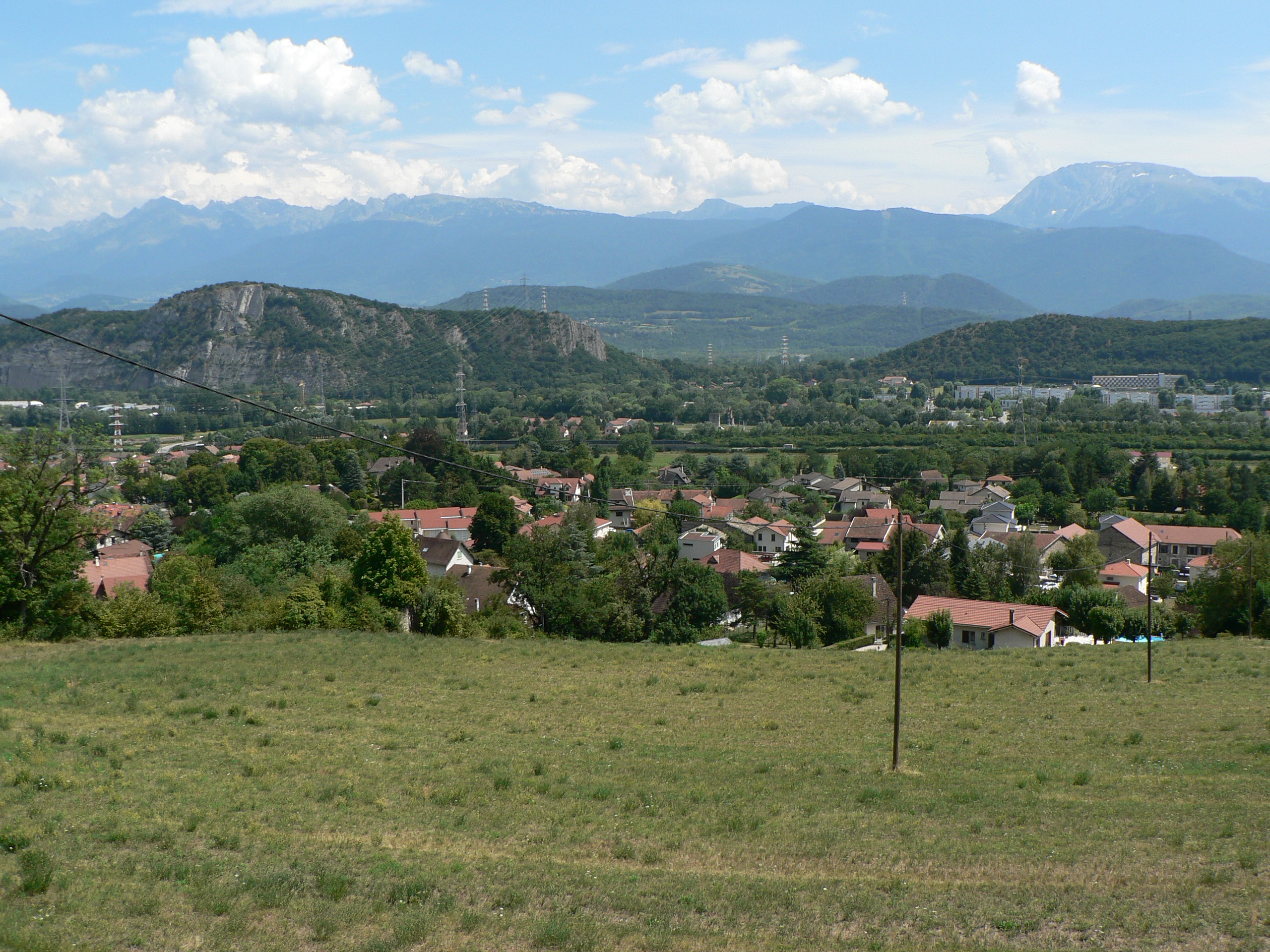
Vue générale d'Allières.

La superficie de la commune est de 2 088 hectares ; son altitude varie de 247  à   1 960 mètres.
Le territoire de la commune s'étend sur quatre étages en altitude :
1. la plaine du Drac et la plaine de Reymure (280 m) ;
2. le plateau d’Allières, le nord de la montagne d'Uriol et Rochefort (400  à   680 mètres) ;
3. le plateau de Saint-Ange (1 000  à   1 200 mètres) ;
4. la crête du Vercors et le pic Saint-Michel (1 966 m).

### Climat
Pour des articles plus généraux, voir Climat d'Auvergne-Rhône-Alpes et Climat de l'Isère.
En 2010, le climat de la commune est de type climat des marges montargnardes, selon une étude du Centre national de la recherche scientifique s'appuyant sur une série de données couvrant la période 1971-2000. En 2020, Météo-France publie une typologie des climats de la France métropolitaine dans laquelle la commune est exposée à un climat de montagne ou de marges de montagne et est dans la région climatique Alpes du nord, caractérisée par une pluviométrie annuelle de 1 200 à 1 500 mm, irrégulièrement répartie en été.
Pour la période 1971-2000, la température annuelle moyenne est de 11,4 °C, avec une amplitude thermique annuelle de 19,2 °C. Le cumul annuel moyen de précipitations est de 1 155 mm, avec 9,9 jours de précipitations en janvier et 6,6 jours en juillet. Pour la période 1991-2020, la température moyenne annuelle observée sur la station météorologique de Météo-France la plus proche, « Villard-de-Lans », sur la commune de Villard-de-Lans à 10 km à vol d'oiseau, est de 8,0 °C et le cumul annuel moyen de précipitations est de 1 270,0 mm,. Pour l'avenir, les paramètres climatiques de la commune estimés pour 2050 selon différents scénarios d'émission de gaz à effet de serre sont consultables sur un site dédié publié par Météo-France en novembre 2022.

### Hydrographie
La rivière le Drac, affluent gauche de l'Isère, donc sous-affluent du Rhône, délimite le territoire de la commune au nord-est et à l'est la séparant des communes de Champagnier et de Champ-sur-Drac.
Le torrent de la Gresse, un des affluents du Drac, longe le bourg central et l'ensemble du territoire communal selon un axe sud-nord, jusqu'à sa confluence avec le Drac. Le territoire est également traversé par le Lavanchon, également affluent du Drac.
C'est sur le site du Grand Rochefort, au nord de la commune, que sont installés les captages de la nappe phréatique du Drac, exploités par la SPL Eau de Grenoble qui alimente en eau la ville de Grenoble.

### Voies de communication et transports

#### Voies routières

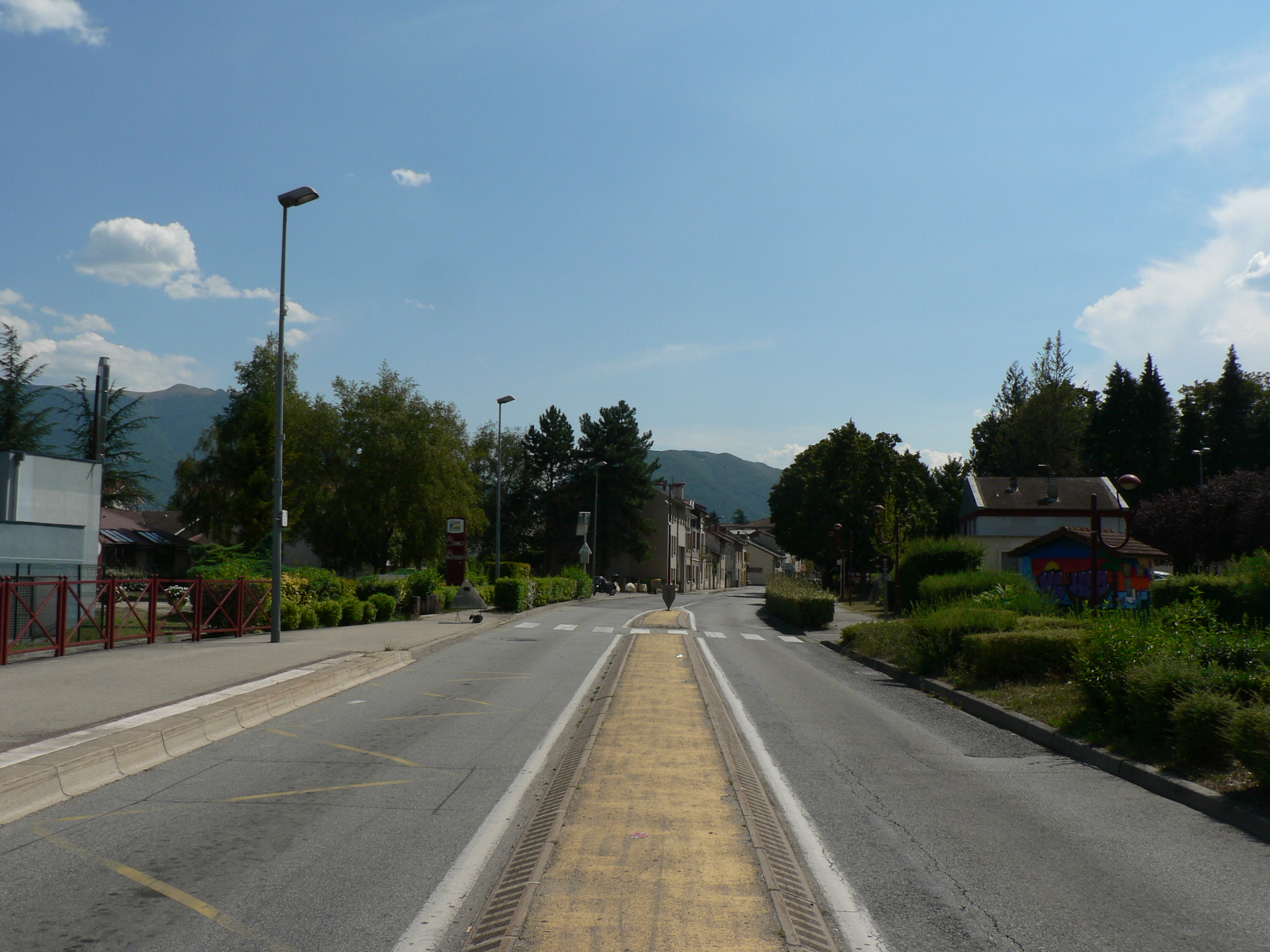
Route nationale 75 dans le bourg central de Varces

Le territoire communal est traversé du nord au sud par la route départementale RD 1075, ancienne route nationale 75, ainsi que par la section nord de autoroute A51 à laquelle deux échangeurs donnent accès : le demi-échangeur no 10 (Varces) et le demi-échangeur no 11 (Saint-Paul-de-Varces).

#### Transport en commun

##### Transports routiers
La commune est desservie par les lignes 25, C14, 45, 46 et 47 du réseau de bus des Transports de l'agglomération grenobloise (TAG) et par la ligne 4500 du réseau Transisère géré par le conseil départemental de l'Isère.

##### Transports ferroviaires
En outre, la gare ferroviaire la plus proche est celle de Vif, desservie par les trains TER Rhône-Alpes et PACA.

## Urbanisme

### Typologie
Au 1er janvier 2024, Varces-Allières-et-Risset est catégorisée ceinture urbaine, selon la nouvelle grille communale de densité à sept niveaux définie par l'Insee en 2022.
Elle appartient à l'unité urbaine de Grenoble, une agglomération intra-départementale regroupant 38  communes, dont elle est une commune de la banlieue,,. Par ailleurs la commune fait partie de l'aire d'attraction de Grenoble, dont elle est une commune de la couronne,. Cette aire, qui regroupe 204 communes, est catégorisée dans les aires de 700 000 habitants ou plus (hors Paris),.

### Occupation des sols
L'occupation des sols de la commune, telle qu'elle ressort de la base de données européenne d’occupation biophysique des sols Corine Land Cover (CLC), est marquée par l'importance des territoires agricoles (43,6 % en 2018), en diminution par rapport à 1990 (46,9 %). La répartition détaillée en 2018 est la suivante : 
forêts (31,1 %), terres arables (22,4 %), zones urbanisées (11,4 %), zones agricoles hétérogènes (11,2 %), prairies (9,9 %), milieux à végétation arbustive et/ou herbacée (5,9 %), zones industrielles ou commerciales et réseaux de communication (4,4 %), eaux continentales (1,3 %), espaces verts artificialisés, non agricoles (1,1 %), espaces ouverts, sans ou avec peu de végétation (1,1 %). L'évolution de l’occupation des sols de la commune et de ses infrastructures peut être observée sur les différentes représentations cartographiques du territoire : la carte de Cassini (XVIIIe siècle), la carte d'état-major (1820-1866) et les cartes ou photos aériennes de l'IGN pour la période actuelle (1950 à aujourd'hui).

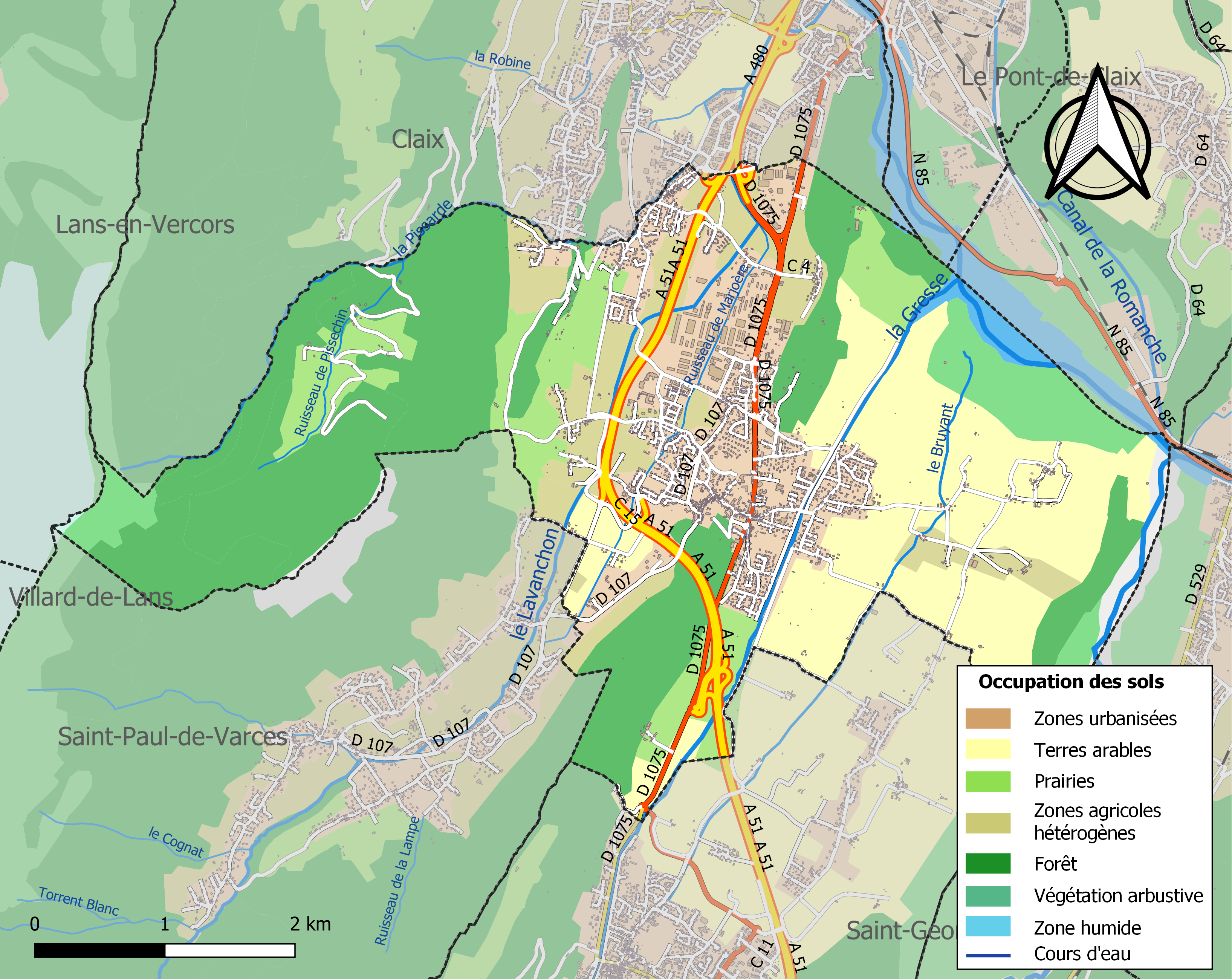
Carte des infrastructures et de l'occupation des sols de la commune en 2018 (CLC).

### Logement
En 2009, le nombre total de logements dans la commune était de 2 318, alors qu'il était de 1 849 en 1999.
Parmi ces logements, 91,4 % étaient des résidences principales, 2,4 % des résidences secondaires et 6,2 % des logements vacants. Ces logements étaient pour 70,5 % d'entre eux des maisons individuelles et pour 28,7 % des appartements.
La proportion des résidences principales, propriétés de leurs occupants était de 72,9 %, en légère hausse par rapport à 1999 (70,8 %). La part de logements HLM loués vides (logements sociaux) n'était que de 8,7 %, en diminution par rapport à 1999 (10,8 %), leur nombre étant resté stable à 185.

### Risques naturels et technologiques

#### Risques sismiques
L'ensemble du territoire de Varces-Allières-et-Risset est situé en zone de sismicité n°4 (sur une échelle de 1 à 5), comme l'ensemble du territoire de l'agglomération grenobloise.
| Type de zone | Niveau            | Définitions (bâtiment à risque normal) |
| ------------ | ----------------- | -------------------------------------- |
| Zone 4       | Sismicité moyenne | accélération = 1,6 m/s2                |

## Toponymie
Le village de Varces tire son nom de la présence de nombreux cours d'eau qui alimentent la commune depuis les différents sommets qui l'entourent. [?]

## Histoire

### Préhistoire et Antiquité
Le territoire de Varces est peuplé depuis plus de 5 000 ans. La plateforme sommitale du Grand Rochefort a livré, en 1904, des restes de vases qui s'étalent de la fin du néolithique à l'âge du Fer. De chaque côté du rocher, deux nécropoles, est et ouest, contenaient des corps avec de nombreux bracelets de bronze, de fer et de schiste, datant des VIe – Ve siècles av. J.-C.. De même façon, des sondages réalisés au début du XXe siècle par Hippolyte Müller ont dévoilé sur la colline Saint-Géraud des poteries d'allure préhistorique indiquant une occupation sur le relief à l'instar du rocher de Saint-Loup à Vif.
Au lieu-dit du Achard, des fouilles pratiquées en 1994 lors de la construction de l'autoroute A51 ont permis de découvrir les vestiges d'un village gallo-romain, l'agglomération de Lachar, qui servait de point de contrôle des voyageurs sur la route de Cularo à la Provence, et de frontière entre les territoires gaulois Allobroges (au nord) et Voconces (au sud).

### Moyen Âge

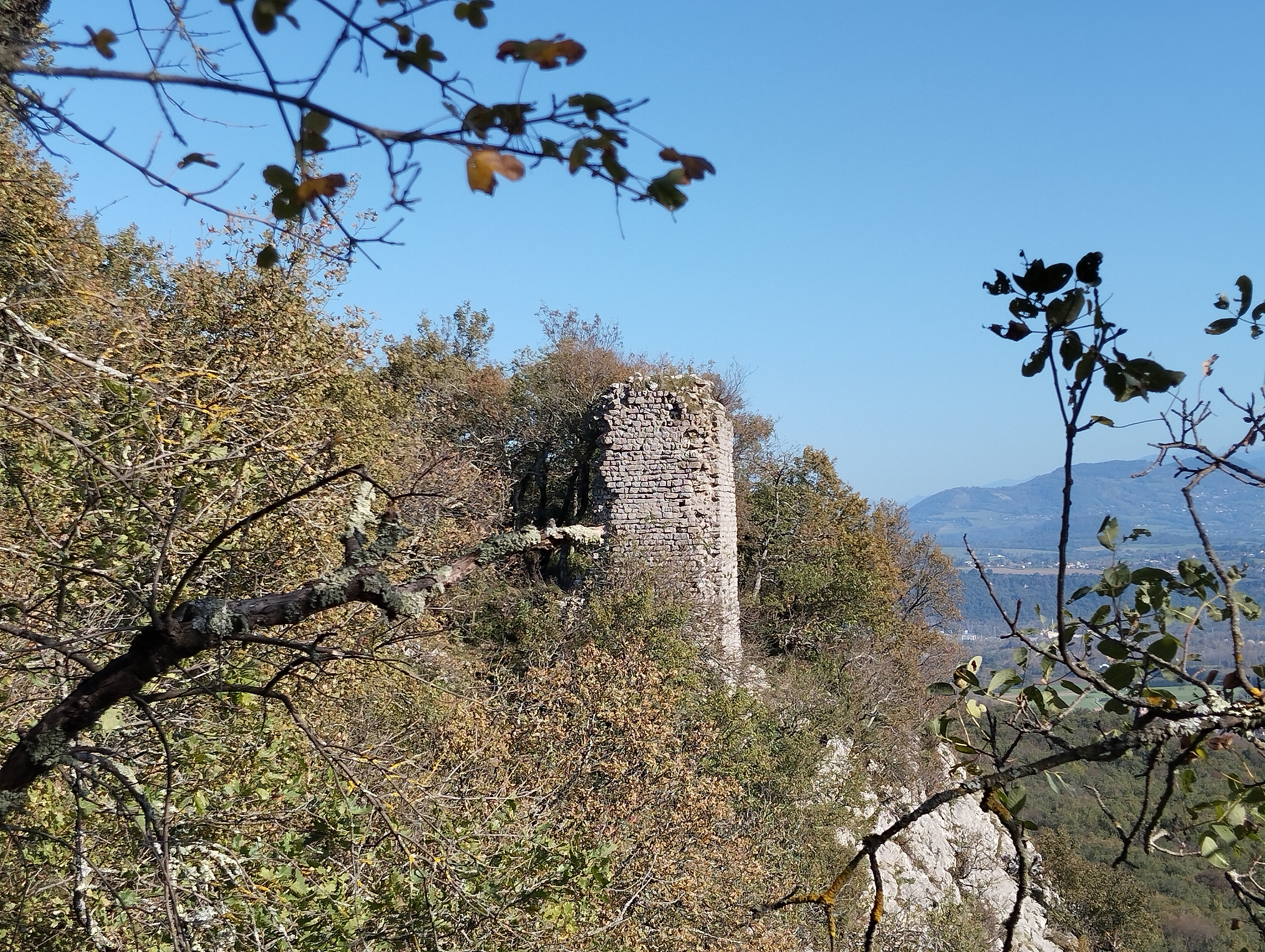
Les restes du donjon du château fort de Saint-Giraud sur Uriol.

Au Moyen Âge, Varces est chef-lieu de mandement. La Tour Saint-Giraud, restes du château féodal érigé au XIe siècle, dresse encore quelques pans de pierres sur la montagne d’Uriol. En 1255, le mandement sur lequel se dressait le château appartenait au seigneur et chevalier Lanthelme Paviot, qui le vendit à cette date au dauphin Guigues VII de Viennois. Puis en 1289, le dauphin Humbert Ier de Viennois échangea le fief et le château de Varces contre le fief et la maison forte de Bellecombe, au-dessus de Chapareillan, propriété de Emery de Briançon ; le dauphin trouvait l’avantage d’être ainsi plus à même de surveiller les agissements de son voisin le comte de Savoie.
Un peu plus tard, l'enquête de 1339 signale l'existence d'une maison forte « Bâtie du Chatelard », petit fortin dépendant du château de Varces : « Infra autem predictum mandamentum de varsia est bastida de chastellario » décrit comme : in quadam alto magno molario et forti vocatus molare de fontanilibus (ADI B 3120, f° 122), « Item molarium de chastellario situs in mandamentum de varsee » (ADI B 3120, f° 158 v°) et « dominus de varsia tenet a dicto domino vallis bonnesi ad homagium I castrum de castellare » (ADI B 4443, f° 99 v°). On note aussi la présence de la tour rendable de Jean Dauris décrite en 1283 comme : « turrim seu domum fortem quam habet apud varsiam ».
Le dénombrement de 1540, indiquait que le mandement de Varces était formé alors de cinq paroisses :
- San Pietro di Varcia (Saint Pierre de Varces) ;
- San Girardi (Saint Giraud) ;
- San Paoli (St Paul de Varces) ;
- San Ricci (Risset) ;
- Fontanilibus (Fontagneux).

### Temps Modernes
Au XVIIe siècle, J.-B. de Briançon fait construire l'actuel château de Varces, élevé dans la plaine au sud du bourg, en remplacement du château de Saint-Giraud tombé en ruine. Le nouveau château est décrit comme un bâtiment quadrangulaire cantonné de quatre tourelles carrées. Mais en 1637, son descendant Louis de Briançon est dans la nécessité de vendre les paroisses de Risset et de Fontagneux, la terre de Saint-Ange à son voisin le seigneur d’Allières, messire Samson de Périssol. C’est ce qui forma, dès 1654 le mandement d’Allières. Le mandement de Varces, lui, restera propriété de la famille de Briançon jusqu'en 1721.

### Époque contemporaine
Aujourd’hui, les deux châteaux de Varces et d’Allières dressent toujours leurs fières[évasif] façades. L'an 1792 marqua la fin des seigneuries et la création de trois communes : Varces, Allières et Risset. Ces deux dernières fusionneront avant 1794 en Allières-et-Risset. En 1955, les deux communes sont réunies pour former la nouvelle commune de Varces-Allières-et-Risset.
Dès lors, son histoire est celle de nombreuses communes françaises[précision nécessaire]. À l’abri des crues du torrent de la Gresse depuis la construction des digues, au milieu du XIXe siècle, l’agriculture se développa. La vigne en occupa de vastes surfaces. L’implantation d’industries chimiques dès 1914 à Pont-de-Claix attira la main d’œuvre locale. Au cours des cinquante dernières années, la population augmentant, de nouveaux logements s’édifièrent. L’agriculture moderne est encore bien présente, surtout dans la plaine.
Varces a une autre richesse : une grande partie de l’eau « naturellement pure », alimentant l’agglomération grenobloise est pompée sur la commune, à Rochefort.
Le 20 janvier 2012, trois soldats de la caserne de Varces meurent en Afghanistan. Quelques jours plus tard, le président de la République, Nicolas Sarkozy, s'y rend en personne pour présider une cérémonie en leur hommage, en leur remettant la croix de chevalier de la Légion d’honneur. Cet événement fut la une des médias en France[non pertinent].
Lors de l'été 2012, un autre soldat de la caserne de Varces mourut en Afghanistan. Le nouveau président de la République, François Hollande vint lui rendre un hommage et lui décerner la Légion d'honneur dans la cour de la caserne de Varces[non pertinent].

## Politique et administration

### Administration municipale
Le nombre d'habitants au dernier recensement étant compris entre 5 000 et 9 999, le nombre de membres du conseil municipal est de 29.

### Liste des maires

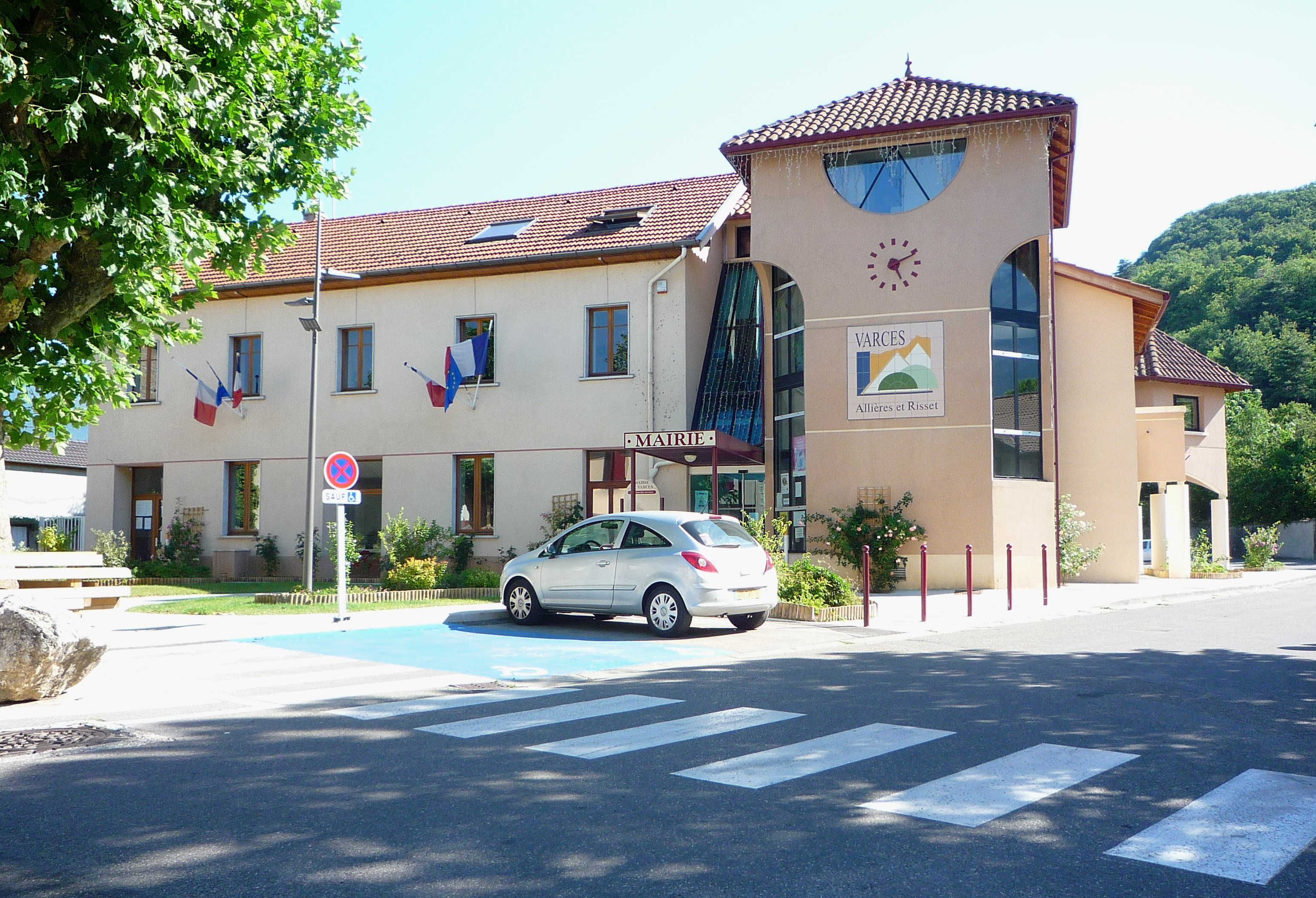
La mairie.

| Période                                  | Période                       | Identité            | Étiquette | Qualité       |
| ---------------------------------------- | ----------------------------- | ------------------- | --------- | ------------- |
| Les données manquantes sont à compléter. |                               |                     |           |               |
| 1953                                     | 1959                          | Pierre Fillon       |           |               |
| 1959                                     | 1965                          | Maurice Bochet      |           |               |
| 1965                                     | 1971                          | Pierre Reynier      |           |               |
| 1971                                     | 1983                          | René Chrétien       |           |               |
| 1983                                     | 2001                          | Claudette Chapelle  |           |               |
| 2001                                     | 2008                          | Philippe Béchet     | DVG       |               |
| 2008                                     | 29 mars 2014                  | Jean-Jacques Bellet | UMP       |               |
| 29 mars 2014                             | En cours (au 10 février 2015) | Jean-Luc Corbet     | DVG       | Fonctionnaire |

### Jumelages

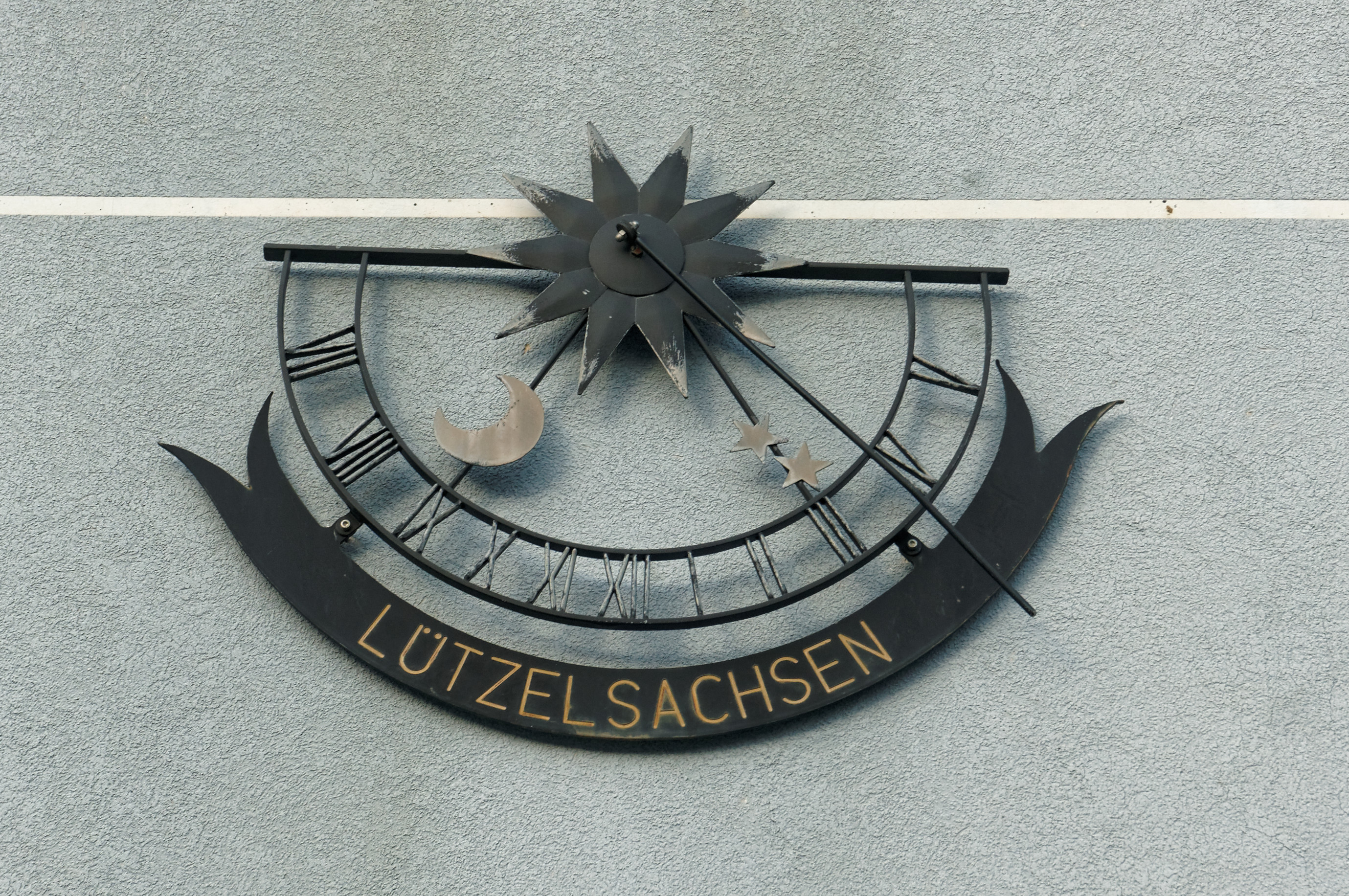
Horloge Lützelsachsen à Varces

Au 22 mai 2015, Varces-Allières-et-Risset est jumelée avec :
- Lützelsachsen (Allemagne) depuis 1974.

Par ailleurs, la commune a signé en 2006 un contrat de mise en place d'actions sociales avec la commune rurale de Sidi Abderrazak (en) au Maroc.

## Population et société

### Démographie
L'évolution du nombre d'habitants est connue à travers les recensements de la population effectués dans la commune depuis 1793. Pour les communes de moins de 10 000 habitants, une enquête de recensement portant sur toute la population est réalisée tous les cinq ans, les populations de référence des années intermédiaires étant quant à elles estimées par interpolation ou extrapolation. Pour la commune, le premier recensement exhaustif entrant dans le cadre du nouveau dispositif a été réalisé en 2005.

En 2022, la commune comptait 8 314 habitants, en évolution de +0,43 % par rapport à 2016 (Isère : +3,07 %, France hors Mayotte : +2,11 %).
| 1793 | 1800 | 1806 | 1821 | 1831 | 1836 | 1841 | 1846 | 1851 |
| ---- | ---- | ---- | ---- | ---- | ---- | ---- | ---- | ---- |
| 637  | 512  | 670  | 735  | 722  | 742  | 745  | 788  | 733  |

| 1856 | 1861 | 1866 | 1872 | 1876 | 1881 | 1886 | 1891 | 1896 |
| ---- | ---- | ---- | ---- | ---- | ---- | ---- | ---- | ---- |
| 762  | 738  | 715  | 678  | 715  | 703  | 729  | 720  | 690  |

| 1901 | 1906 | 1911 | 1921 | 1926 | 1931 | 1936 | 1946 | 1954 |
| ---- | ---- | ---- | ---- | ---- | ---- | ---- | ---- | ---- |
| 621  | 615  | 611  | 586  | 591  | 675  | 577  | 639  | 808  |

| 1962  | 1968  | 1975  | 1982  | 1990  | 1999  | 2005  | 2006  | 2010  |
| ----- | ----- | ----- | ----- | ----- | ----- | ----- | ----- | ----- |
| 2 152 | 2 296 | 2 809 | 3 576 | 4 592 | 5 341 | 6 396 | 6 509 | 6 330 |

| 2015  | 2020  | 2022  | - | - | - | - | - | - |
| ----- | ----- | ----- | - | - | - | - | - | - |
| 8 266 | 8 329 | 8 314 | - | - | - | - | - | - |

### Enseignement
Rattachée à l'académie de Grenoble (Zone A), la commune de Varces-Allières-et-Risset administre une école maternelle et deux écoles élémentaires.
Le département y gère le collège Jules-Verne.

### Équipements sportifs
La commune compte trois gymnases : le gymnase Lionel-Terray, le gymnase du Champ Nigat et le gymnase Belledone.

### Équipements publics

#### Établissement pénitentiaire
La commune héberge sur son territoire une un établissement pénitentiaire français. Relevant du statut de maison d'arrêt, celui-ci est situé au nord du bourg central et a été mise en service le 25 octobre 1972.

#### Établissement militaire
Le quartier CBA de Reyniés héberge le 7e bataillon de chasseurs alpins (7e BCA), le 93e régiment d’artillerie de montagne (93e RAM), et le CMA de Varces. L'établissement est situé au nord du bourg central.

### Manifestations culturelles et festivités
- Bface, manifestation autour de la musique et la culture vinyle, concerts, rencontres, expositions, chaque année au mois de mai sur la commune.
- Varces en live, fête musicale communale pour les mineurs, qui a lieu au mois de mai.
- Marché de Noël, en décembre.

### Médias

#### Presse écrite
Historiquement, le quotidien à grand tirage régional Le Dauphiné libéré consacre, chaque jour, y compris le dimanche, dans son édition de Grenoble-Sud, un ou plusieurs articles à l'actualité de la commune, de l'agglomération, ainsi que des informations sur les éventuelles manifestations locales, les travaux routiers, et autres événements divers à caractère local.

#### Presse audiovisuelle
En ce qui concerne la réception de la télévision, les habitants de la commune peuvent recevoir les chaines de la TNT.
Le bassin grenoblois bénéficie par ailleurs de la présence de chaines de télévisions régionales comme France 3 Alpes qui propose une édition locale du service public. Celle-ci domine historiquement l'information locale en offrant des reportages sur divers lieux de la région.
La chaîne locale TéléGrenoble est une chaîne de télévision privée mise en service en octobre 2005. Devenue en 2011, TéléGrenoble Isère, elle propose de multiples reportages d'actualités locales sur Grenoble, sa métropole et l'ensemble du Grésivaudan.

### Cultes

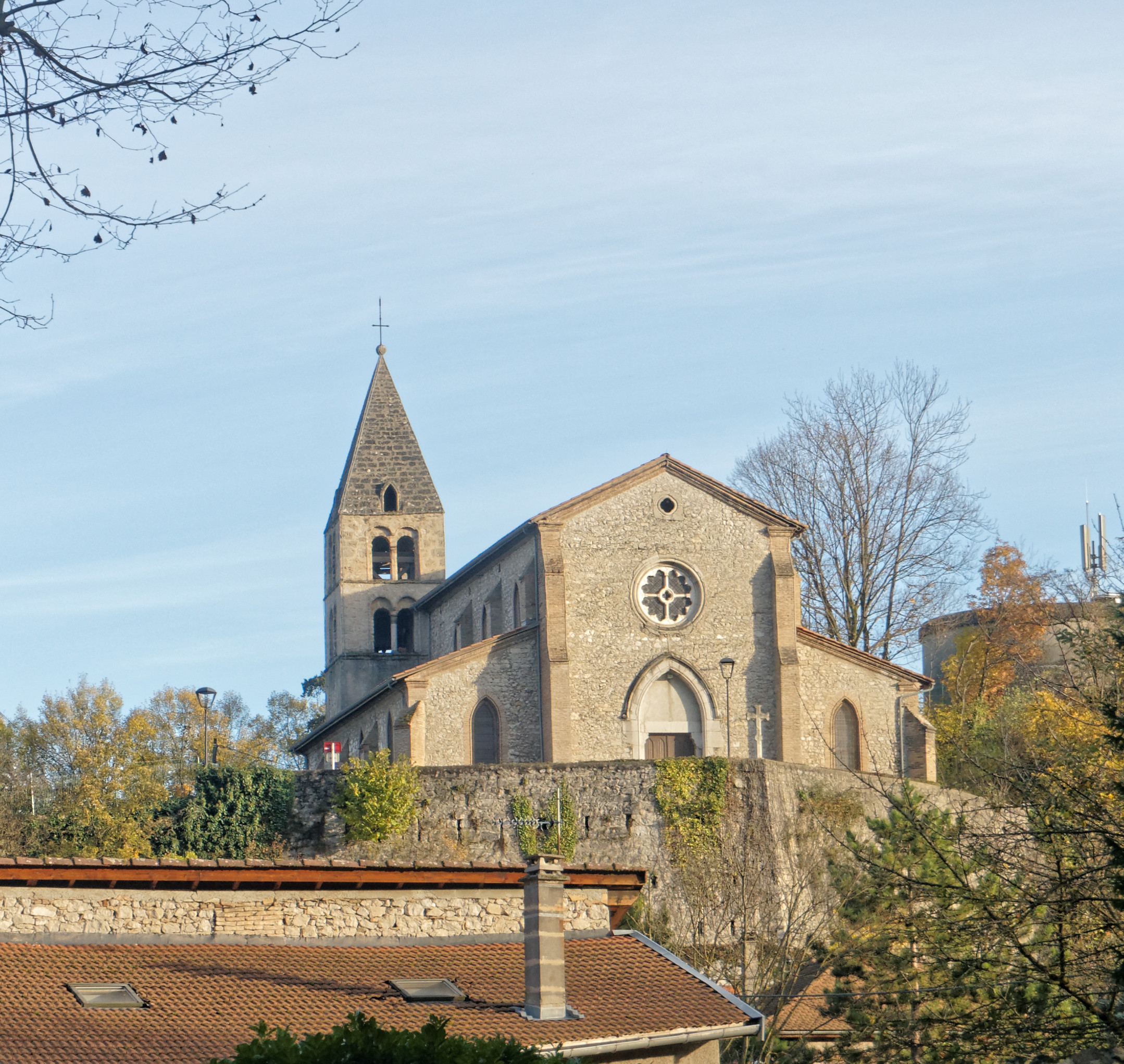
L'église de Varces en 2016.

La communauté catholique de Varces-Allières-et-Risset est rattachée à la paroisse catholique « Saint Loup » au sein du doyenné des « Montagnes du Sud »  du diocèse de Grenoble-Vienne. Le lieu de culte est l'église Saint Pierre.

## Économie
La commune fait partiellement partie de l'aire géographique de production et transformation du « Bois de Chartreuse », la première AOC de la filière Bois en France.
Varces-Allières-et-Risset est une des communes d'un secteur de vignobles pouvant revendiquer le label IGP « Coteaux-du-grésivaudan », comme la plupart des communes de la moyenne vallée de l'Isère (Grésivaudan et cluse de Voreppe).

### Revenus de la population et fiscalité
En 2011, le revenu fiscal médian par ménage était de 40 707 €, ce qui plaçait Varces-Allières-et-Risset au 2 726e rang parmi les 31 886 communes de plus de 49 ménages en métropole.
En 2009, 29,5 % des foyers fiscaux n'étaient pas imposables.

### Emploi
En 2009, la population âgée de 15 à 64 ans s'élevait à 4 496 personnes, parmi lesquelles on comptait 72,1 % d'actifs dont 67,6 % ayant un emploi et 4,5 % de chômeurs.
On comptait 2 807 emplois dans la zone d'emploi, contre 1 949 en 1999. Le nombre d'actifs ayant un emploi résidant dans la zone d'emploi étant de 3 054, l'indicateur de concentration d'emploi est de 91,9 %, ce qui signifie que la zone d'emploi offre un peu moins d'un emploi par habitant actif.

### Entreprises et commerces
Au 31 décembre 2010, Varces-Allières-et-Risset comptait 381 établissements : 21 dans l’agriculture-sylviculture-pêche, 26 dans l'industrie, 66 dans la construction, 200 dans le commerce-transports-services divers et 68 étaient relatifs au secteur administratif.
En 2011, 47 entreprises ont été créées à Varces-Allières-et-Risset, dont 28 par des autoentrepreneurs.

## Culture locale et patrimoine

### Lieux et monuments

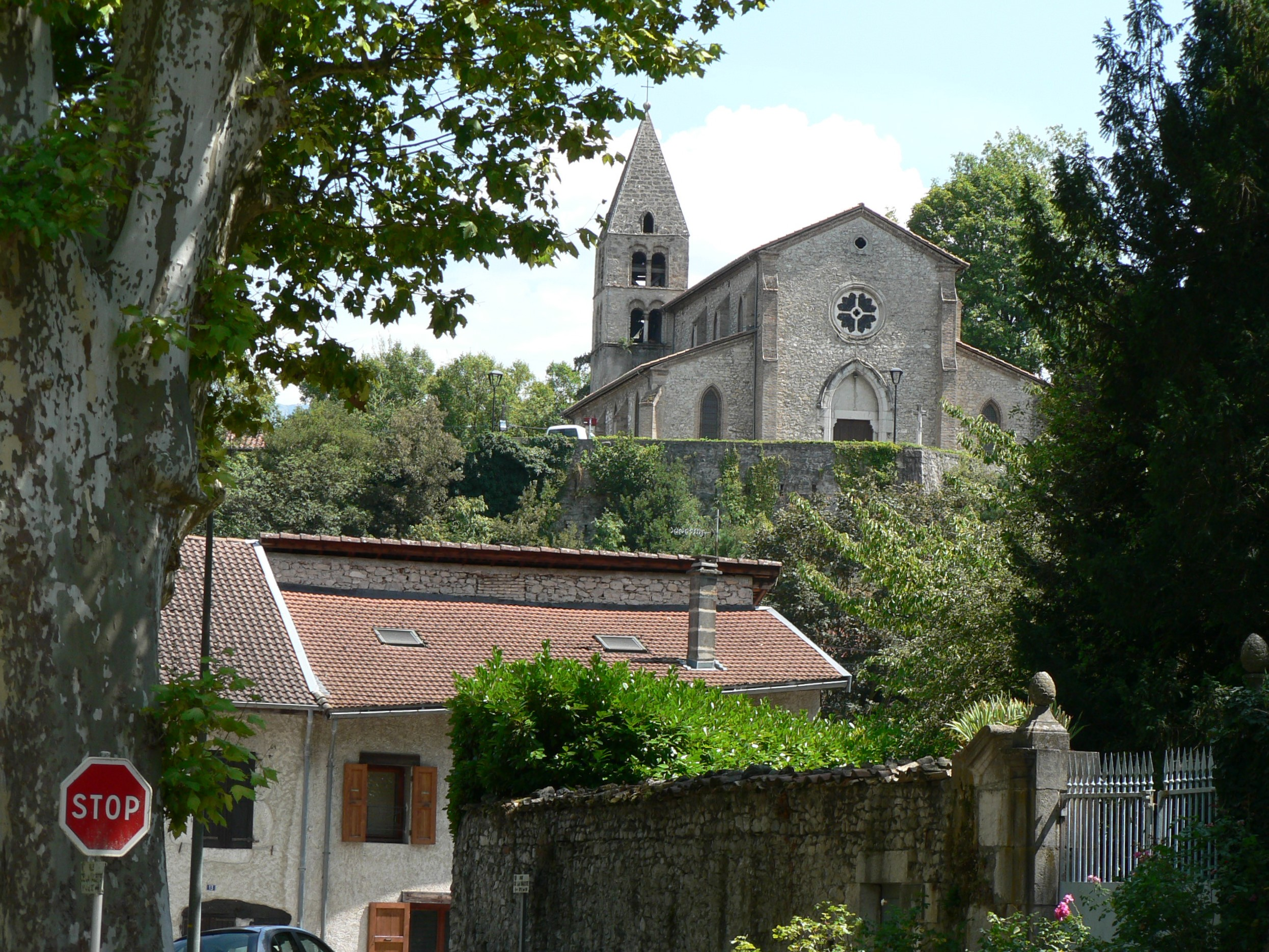
Le bourg de Varces en 2018.

La commune ne compte aucun monument répertorié à l'inventaire des monuments historiques ou à l'inventaire général du patrimoine culturel. Par ailleurs, elle compte deux objets répertoriés à l'inventaire des monuments historiques :
- le tableau représentant l'adoration des Mages, daté du XVIIe siècle et situé dans la chapelle de Fontagneux, est « classé » depuis le 2 novembre 1988[48] ;

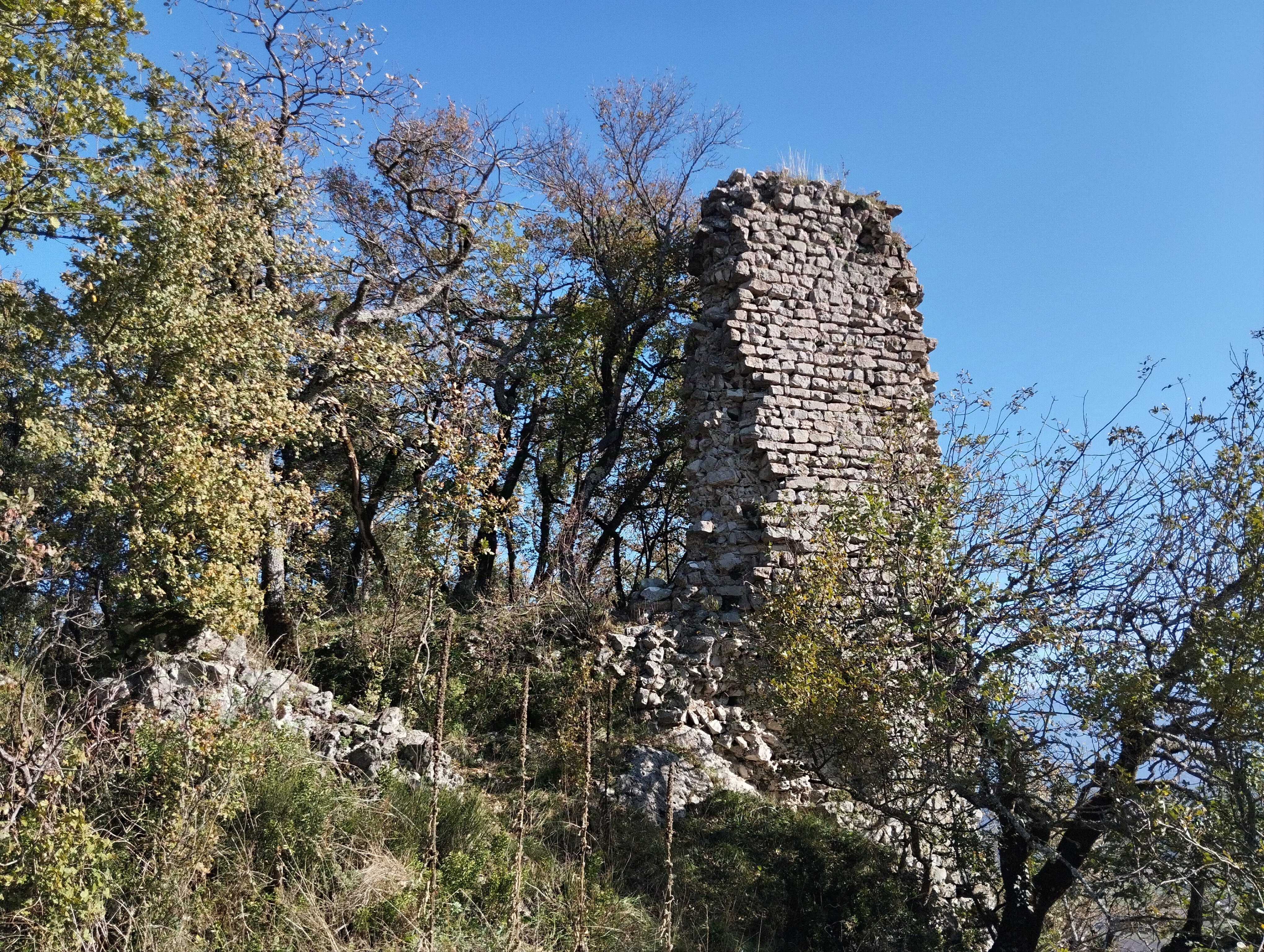
La tour Saint-Giraud, sur la montagne d'Uriol.

- le tableau représentant le martyre de saint Maurice, daté du XVIe siècle et situé dans la chapelle de Risset, est « classé » depuis le 2 novembre 1988[49].

#### Patrimoine civil
- les ruines du château de Château Vieux[réf. nécessaire]
- l'ancien château delphinal[réf. nécessaire] dont l'église paroissiale des XIIe – XVIe siècle en serait l'ancienne chapelle castrale.
- Le château d'Allières[Coord 1], ancienne maison forte de Porte-Traine[21].
- Ruines des remparts du Grand Rochefort, du IIIe siècle av. J.-C., d'époque gauloise[21].
- Les vestiges du château fort de Saint-Giraud, de XIe siècle, sur la colline Saint-Géraud[21].
- L'enquête de 1339 signale l'existence d'une maison forte « Bâtie du Chatelard », petit fortin dépendant du château de Varces[24].
- Le château Malissoles, du XIIIe siècle, ancienne maison forte de du Molard du Châtelard[21].
- Le château de Varces, du XVIIe siècle[21].
- La maison forte de Pélissière, du XIIIe siècle[21].
- Le manoir de Brigaudières, du XVIe siècle[21].
- Maisons anciennes, notamment à Varces et Le Martinais d'en Bas[21].
- Le manoir du Petit Rochefort, probablement du XVIe siècle[21].
- Une porte datant du Moyen Âge avec un linteau sculpté en forme de tête de bélier[50]
- Le château de Bouchage, dit château Durand[21].
- le monument aux morts communal

#### Patrimoine religieux
- L'église Saint-Pierre de Varces[Coord 2].
- L'ancienne église paroissiale située dans le hameau de Risset : l'église Saint-Pierre de Risset[Coord 3]
- La chapelle Saint-Maurice[Coord 4], située dans le hameau de Fontagneux, à l'écart du centre-bourg, citée pour la première fois en 1115[21].
- À Saint-Ange, la chapelle de l'ancien prieuré de Saint-Imbert[21].
- La grande statue de la Vierge de la Libération[Coord 5], érigée en 1946 au sein du sanctuaire marial.
- L'ancien ermitage de Lachal, à l'extrémité nord de la rue Notre-Dame de Lachal[51].

Quelques photos de monuments de la ville de Varces
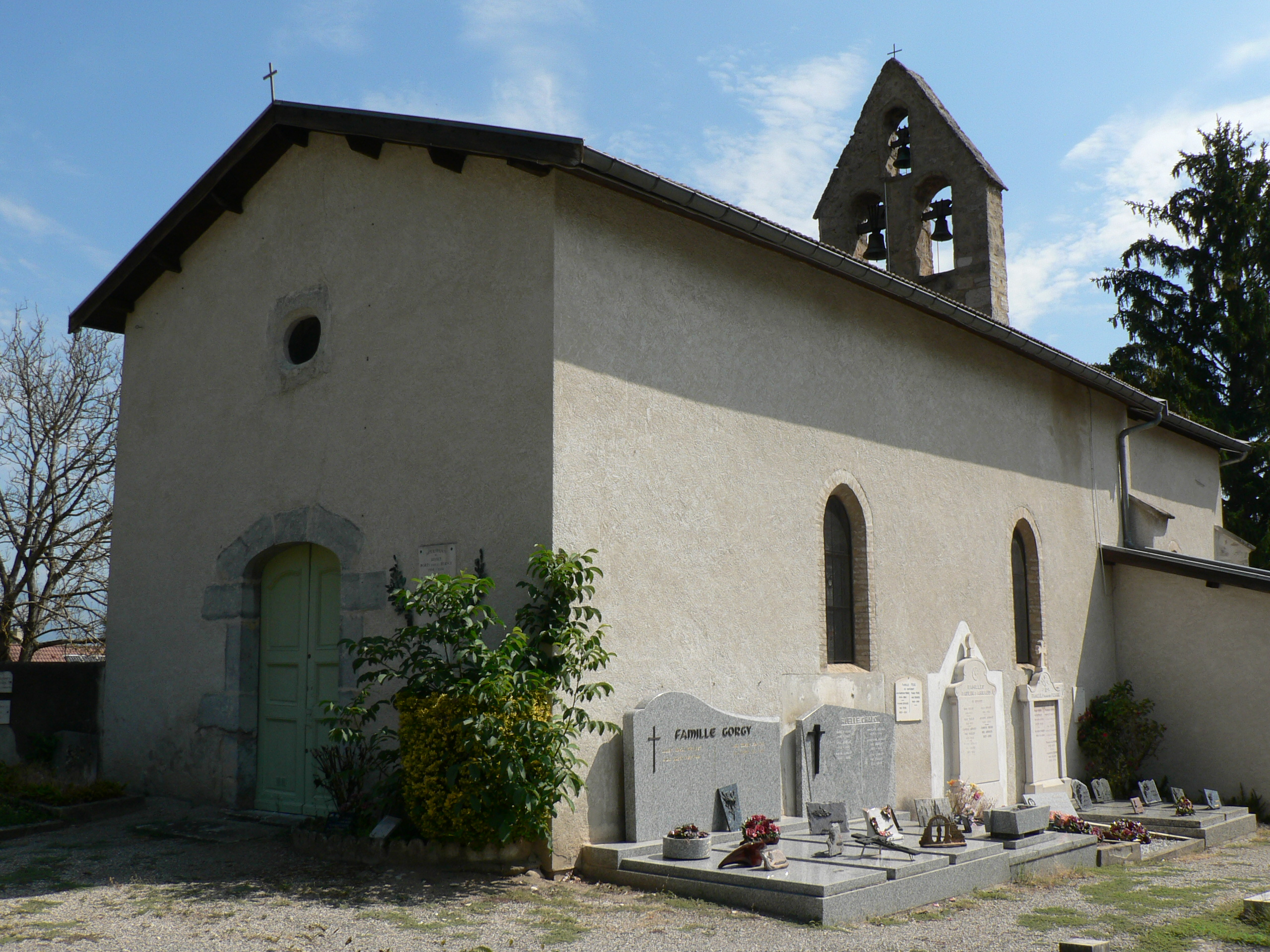
Église Saint-Pierre à Risset.
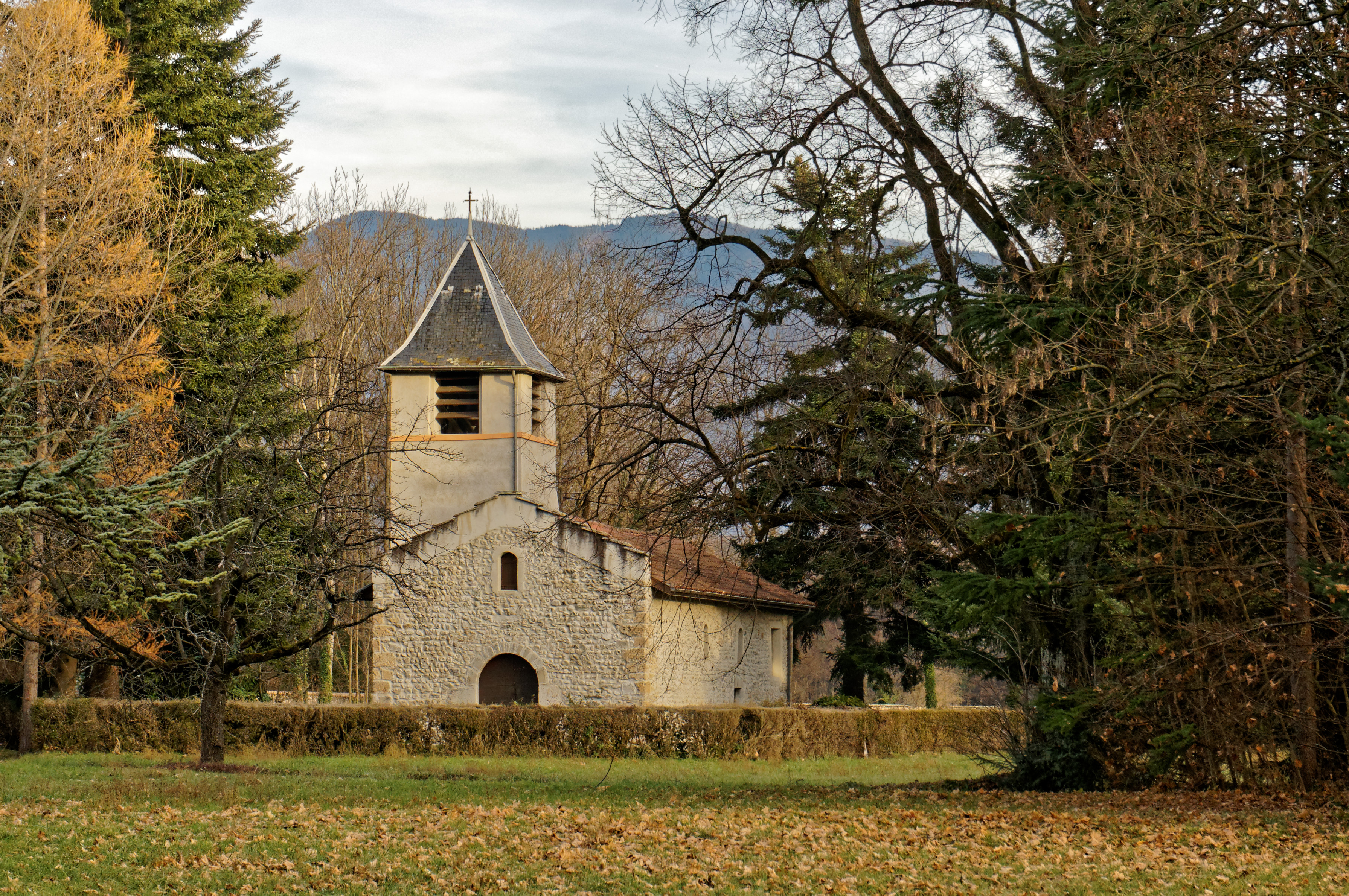
Chapelle Saint-Maurice au hameau de Fontagneux.
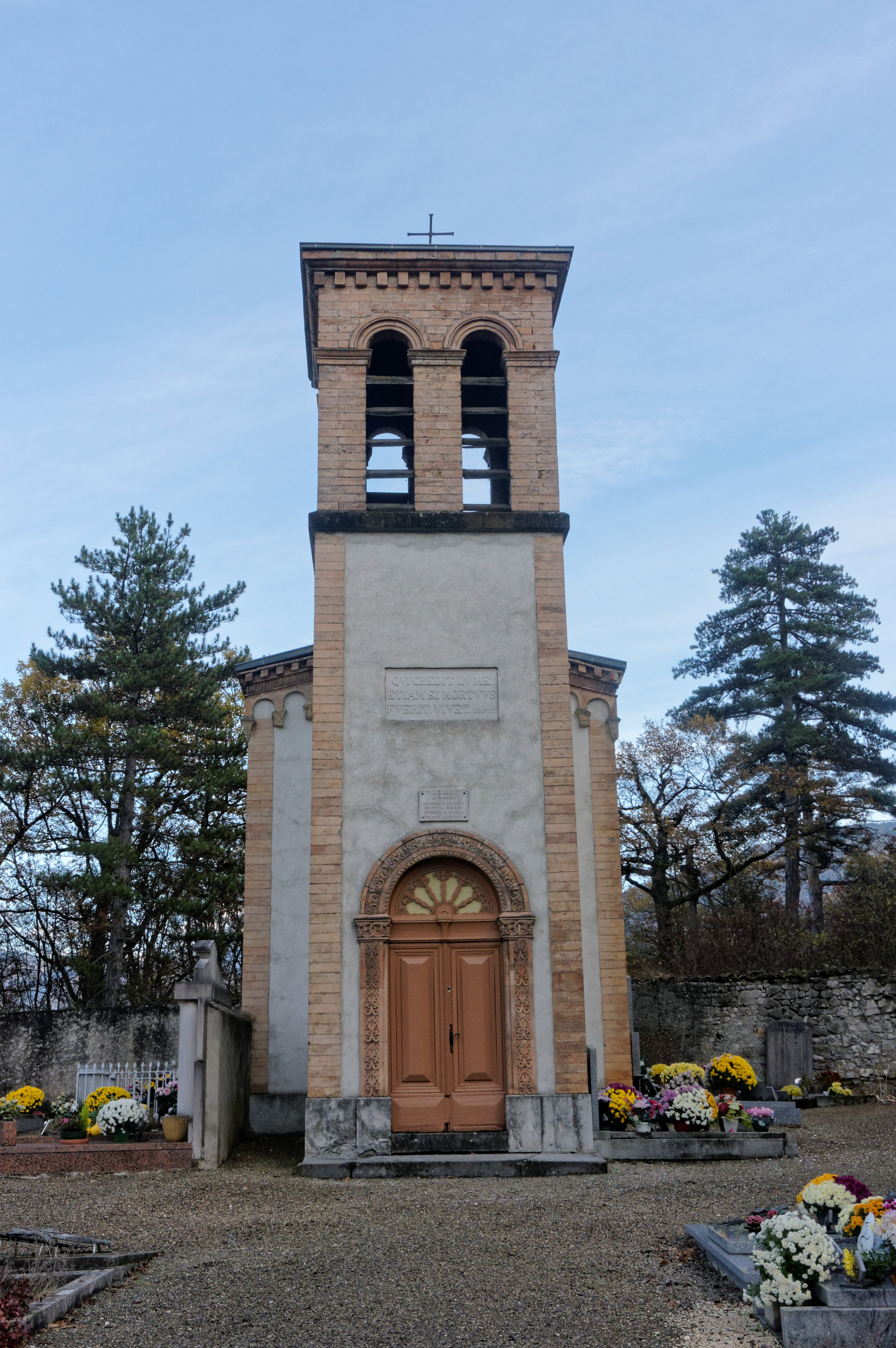
La chapelle du cimetière.
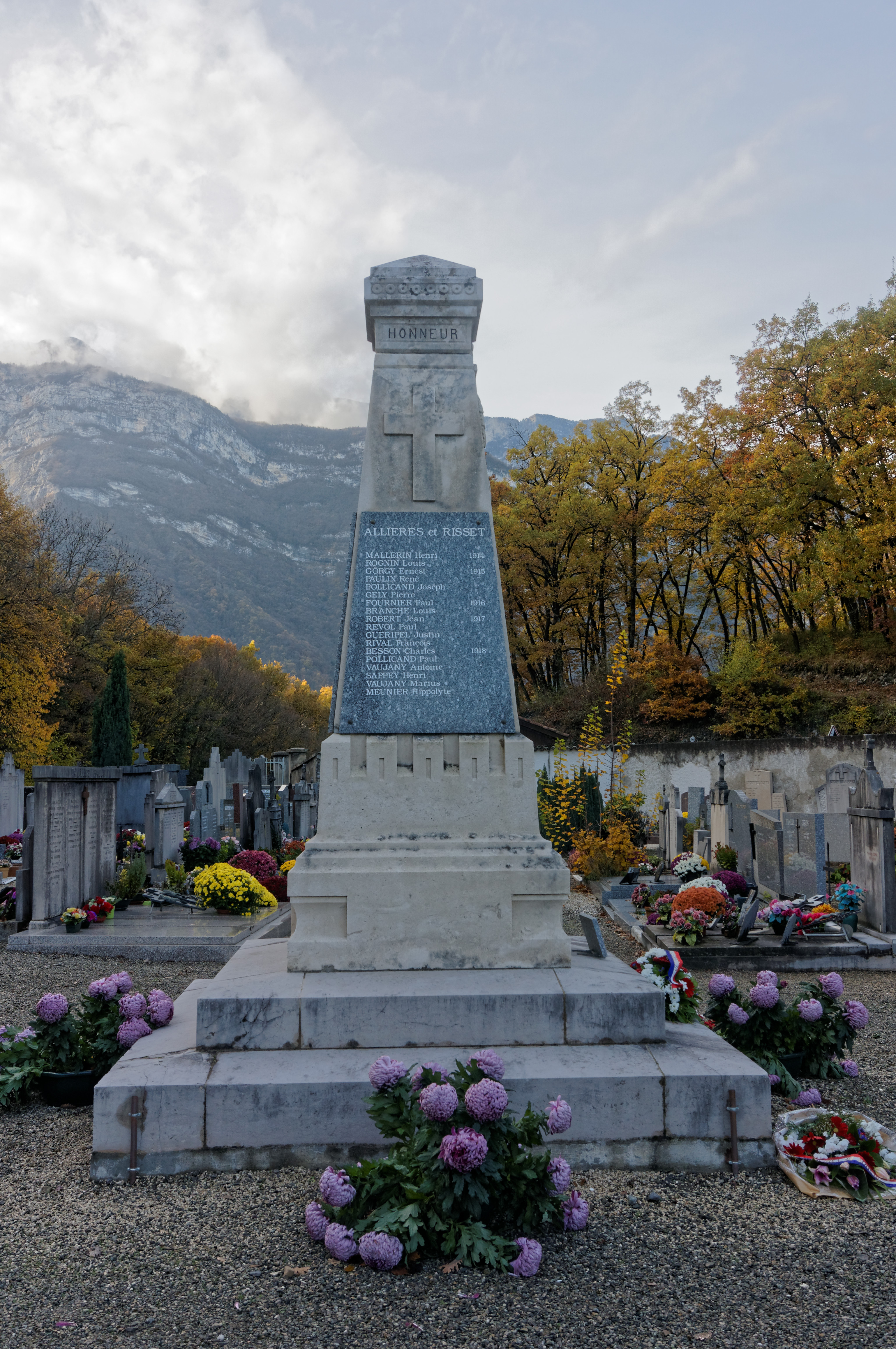
Monuments aux morts de Varces.
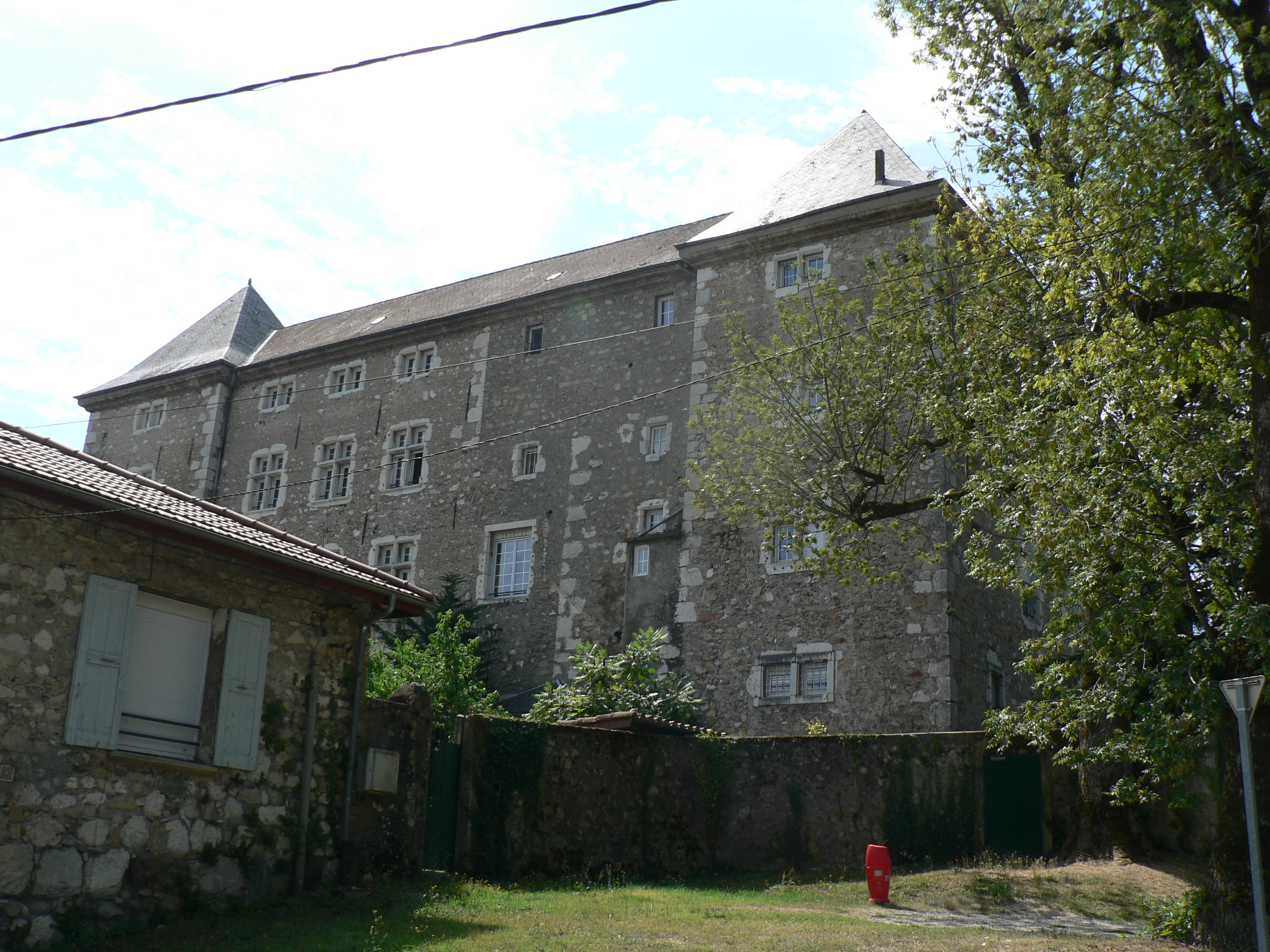
Château d'Allières.
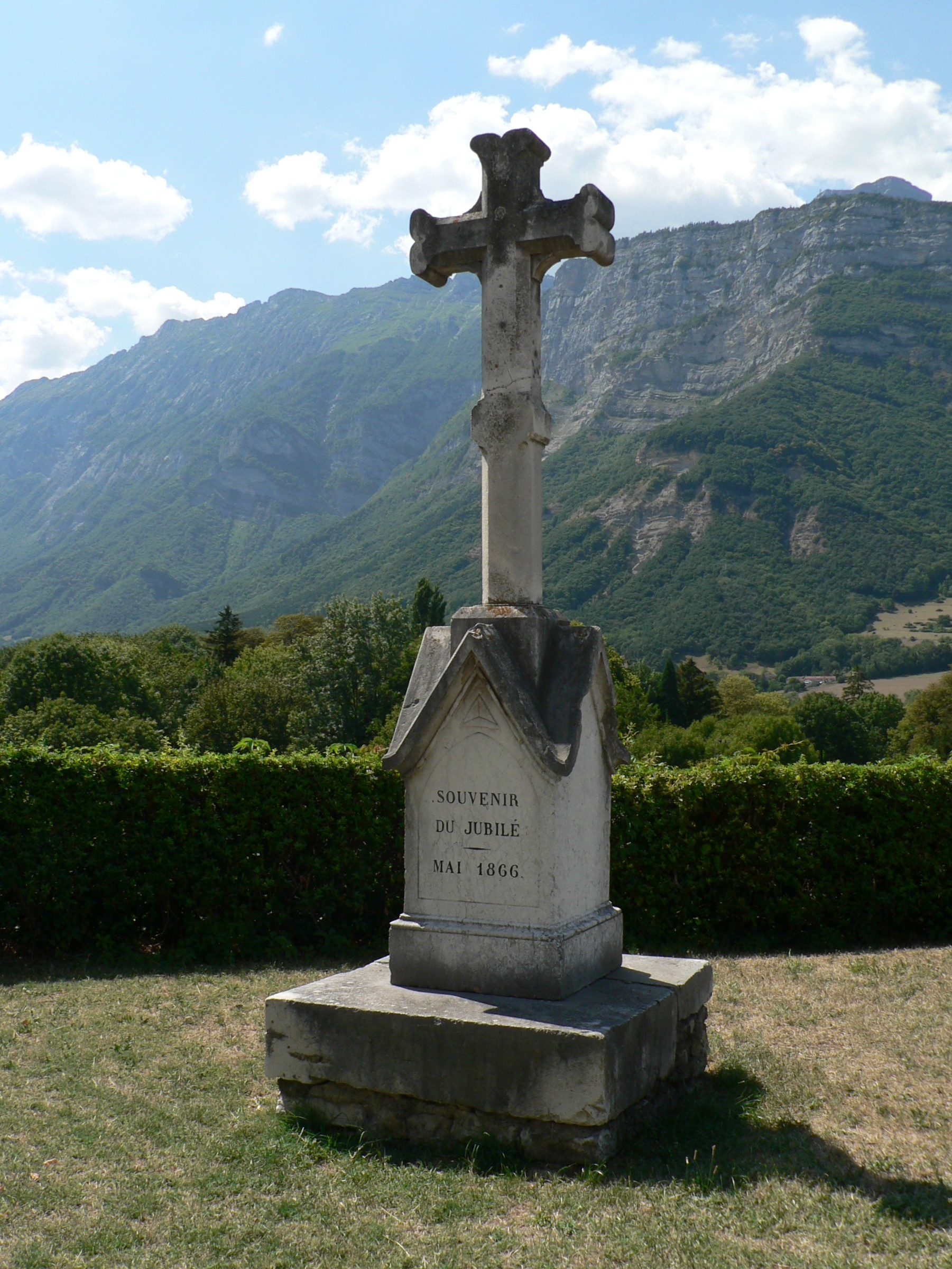
Croix du Jubilé à Varces.
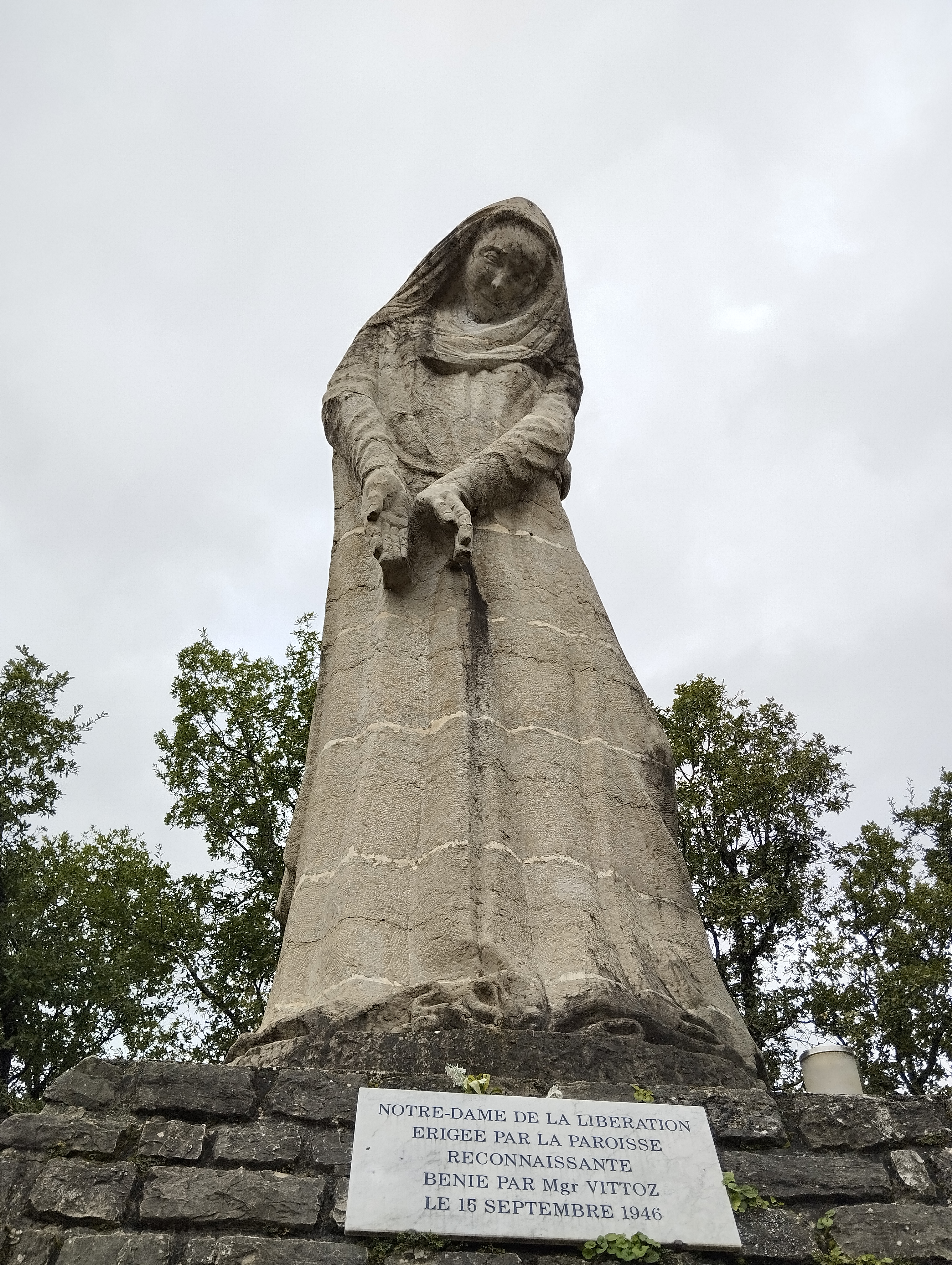
La Vierge de la Libération de Varces.
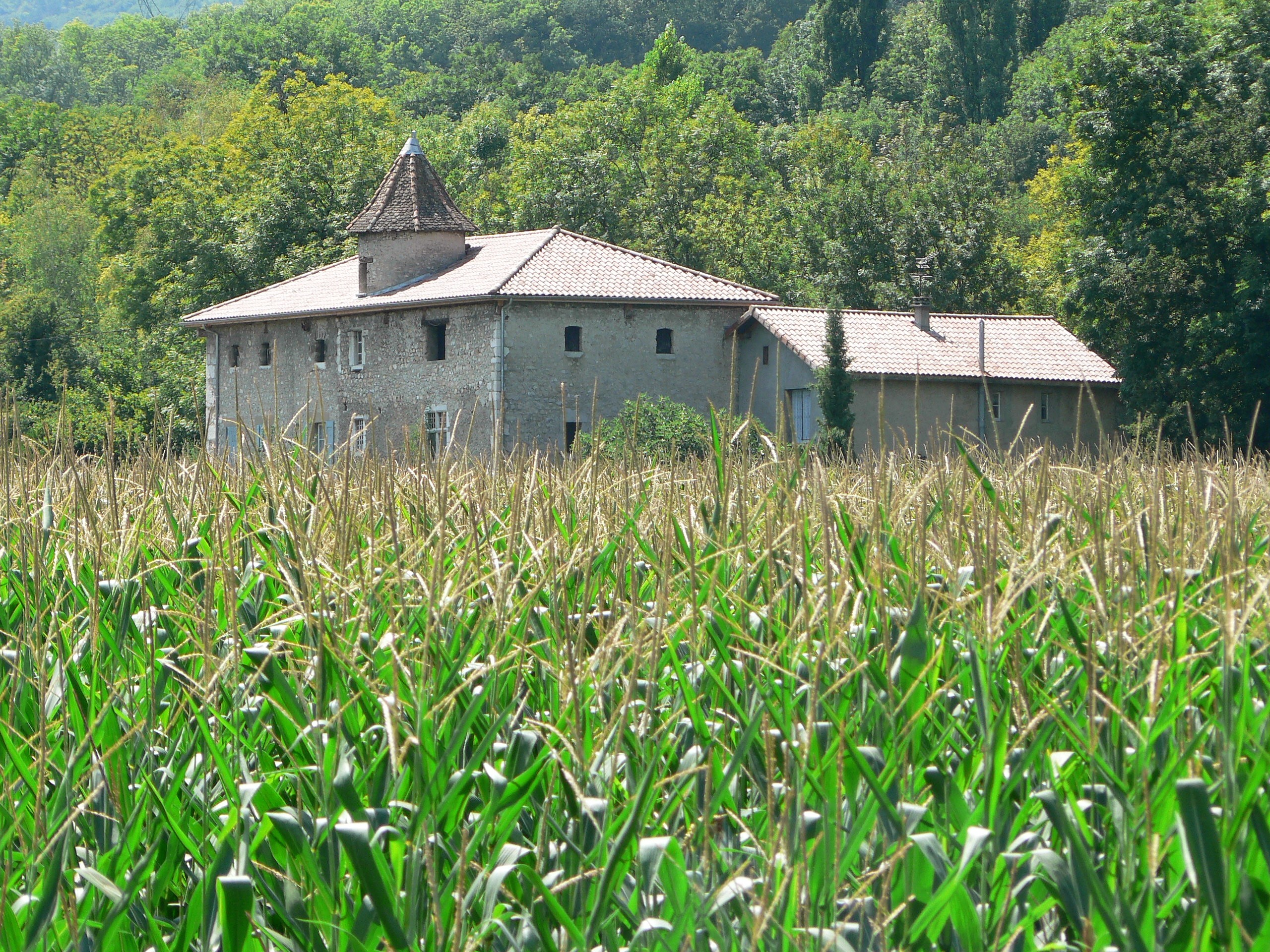
Manoir de Brigaudières.

### Patrimoine culturel
- Salle de représentation (l'Oriel)
- Musée de modèles réduits

### Patrimoine naturel
- Cascade d'Allières[21].

### Personnalités liées à la commune
- Charles Planelli de Lavalette (1763-1854), homme politique et haut fonctionnaire, fut maire de Varces et y mourut.
- Pierre Termier (1859-1930), géologue, possédait une maison familiale à Varces[réf. nécessaire].
- Olivier Panis (1966), pilote automobile, possède une maison à Varces[52].
- Charles Guillaud (1925-2014), artiste peintre, possédait une maison familiale à Varces
- André de Bellemontre, né en 1744 à Seurre (21). Général des armées de la Révolution, décède dans cette commune le 24 juillet 1812.
- Charles Mallerin (1878-1961), célèbre obtenteur de roses.

### Héraldique
| Blason à dessiner | Blason  | Écartelé: aux 1er et 4e d'argent à la bande d'azur chargée de trois croisettes d'argent posées à plomb, au 2e d'azur à la herse de labours d'or posée en pal, au 3e de gueules semé de fleurs de lis d'argent à la bande du même, sur le tout, un écu en losange d'or chargé d'un dauphin d'azur barbé, crêté, oreillé, peautré et lorré de gueules. |
| Blason à dessiner | Détails | Le statut officiel du blason reste à déterminer. |